# 초일봉피
초일봉피(初日封皮)는 우표가 발행된 첫 날에 봉투에 우표를 붙여 소인을 찍은 봉피를 말한다. 초일봉(初日封)이라고도 한다.
대한민국에서는 한국우편사업진흥원 등이 만들고 있으며, 봉피의 크기는 모두 같다. 